# Daichi Akiyama
Daichi Akiyama (秋山 大地 Akiyama Daichi?), född 28 juli 1994 i Osaka prefektur, är en japansk fotbollsspelare.
Akiyama började sin karriär 2013 i Cerezo Osaka. 2015 blev han utlånad till Ehime FC. 2019 blev han utlånad till Montedio Yamagata. Med Cerezo Osaka vann han japanska ligacupen 2017 och japanska cupen 2017.